# I Don’t Wanna Grow Up
 I Don’t Wanna Grow Up – jest debiutanckim EP amerykańskiej wokalistki Bebe Rexha. Album został wydany 21 maja 2015 roku przez wytwórnię Warner Bros.

## Lista utworów
1. "I Don’t Wanna Grow Up" – 4:08
2. "Sweet Beginnings" – 3:50
3. "I’m Gonna Show You Crazy" – 3:27
4. "Pray" – 3:47
5. "I Can't Stop Drinking About You" – 3:36